# Zwartvlekgranietmot
De zwartvlekgranietmot (Eudonia delunella) is een vlinder uit de familie grasmotten (Crambidae).
De spanwijdte van de vlinder bedraagt tussen de 17 en 18 millimeter. De verschillende soorten uit het geslacht Eudonia zijn zeer moeilijk van elkaar te onderscheiden.

## Waardplanten
De zwartvlekgranietmot heeft mossen en korstmos als waardplanten. De soort overwintert als rups.

## Voorkomen in Nederland en België
De zwartvlekgranietmot is in Nederland een zeer zeldzame en in België een zeldzame soort. De soort kent één generatie, die vliegt van juni tot september.